# جین لو

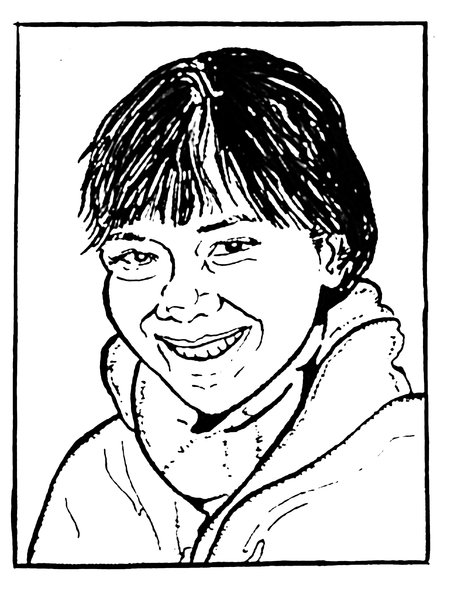

جین لو (انگلیسی: Jane Luu؛ زادهٔ ژوئیه ۱۹۶۳ (۶۱ سال)) یک دانشمند اهل ایالات متحده آمریکا است.
وی همچنین برنده جوایزی همچون جایزه کاولی شده است.